# 톡식 어벤저 3
톡식 어벤저 3(The Toxic Avenger Part III: The Last Temptation Of Toxie)은 미국에서 제작된 로이드 카우프만 감독의 1989년 영화이다. 론 파지오 등이 주연으로 출연하였고 마이클 허즈 등이 제작에 참여하였다.

## 출연

### 주연
- 론 파지오
- 존 알타무라

### 조연
- 피비 르게르
- 릭 콜린스
- 리사 게이

## 제작진
- 협력프로듀서: 제프리 W. 사스
- 미술: 알렉시스 그레이